# Desperate Living
Desperate Living é o quinto álbum de estúdio da banda de Metalcore/Nintendocore Horse the Band, lançado em 6 de outubro de 2009.
Alcançou a 25ª posição na parada Top Heatseekers.

## Faixas
1. "Cloudwalker" - 4:50
2. "Desperate Living" - 4:07
3. "The Failure of All Things" - 4:51
4. "HORSE the song" - 4:24 (com K-SLAX)
5. "Science Police" - 3:50
6. "Shapeshift" - 5:11 (com Jamie Stewart)
7. "Between the Trees" - 3:55
8. "Golden Mummy Golden Bird" - 4:46
9. "Lord Gold Wand of Unyielding" - 2:32 (com Lord Gold e His Purple Majesty)
10. "Big Business" - 4:56 (com Ed Edge)
11. "Rape Escape" - 7:12 (com Valentina Lisitsa)
12. "Arrive" - 4:10